# Кокошник (головной убор)
Коко́шник (др.-рус. ко́кошь «курица») — старинный русский головной убор в виде гребня (опахала, полумесяца или округлого щита) вокруг головы, символ русского традиционного костюма.
Диалектные варианты названия: кокошница, кокошка, кокуй, златоглав, головка, наклонник, наклонка, шеломок, ряска

## Устройство
A — однорогий кокошник Арзамасского уезда Нижегородской губернии;
B — однорогий кокошник, Костромская губерния;
C — сценический кокошник-компиляция, основанный на экземплярах из Псковской, Костромской, и среднерусских губерний (используемая здесь жемчужная поднизь характерна как и для девичьих, так и для женских головных уборов);
D — кокошник, Московская губерния,
Е — кокошник, Владимирская губерния,
F — кокошник в виде цилиндрической шапки с плоским дном (с платком)
G — двухгребенчатый, или седлообразный, кокошник (вид в профиль)
Кокошник представляет собой лёгкий веер из толстой бумаги, металлической ленты или венца, пришитых к шапочке или волоснику; он состоит из убранного начельника и донца, или же начельника и волосника, со спуском позади ленты. Основа изготавливалась из штофа и бархата, кумача на твёрдой основе из проклеенного или простёганного холста, картона, картузной бумаги. Сверху гребень украшали орнаментом: искусственными или живыми цветами, парчой, позументом, бисером, бусами, речным жемчугом (с XVI века добывался в озере Ильмень), золотыми нитями, фольгой, стеклом, у наиболее богатых — драгоценными камнями. Вышивкой золотыми нитками часто покрывалась и затылочная часть. Сзади кокошник фиксировался с помощью лент. По краям кокошника могли быть пущены рясны (спадающие на плечи жемчужные нити), сам он мог быть обшит поднизью (сеткой) из жемчуга. При надевании кокошник обычно слегка сдвигали на лоб, а затылок закрывали позатыльником из холста с надставкой из малинового бархата, закреплённым с помощью тесёмок. Поверх кокошников часто носили шёлковые или шерстяные платки, плотно вышитые орнаментом из золотых и серебряных нитей — убрус; тонкое лёгкое покрывало, украшенное вышивкой, кружевом или позументом — фата, дымка, вуаль. Платок складывали по диагонали и закалывали под подбородком; длинное покрывало из кисеи или шёлка закалывали под подбородком или спускали с вершины кокошника на грудь, плечи, спину.
- Кокошник «наклон», Костромская губерния, 18 век.
- Кокошник
- Кокошник. Центральные губернии. Сер. XIX века.
- Кокошник. Олонецкая губерния, Каргопольский уезд. XVIII век
- Южнорусский кокошник. Курская губерния, начало XX века

Форма гребня в разных губерниях была различной: в Каргопольском уезде Олонецкой губернии кокошник делали в форме шапочки с вытянутым вперёд очельем и лопастями, закрывающими уши. На лоб спускалась поднизь из рубленого перламутра. Вологодский кокошник, называемый сборник, отличался многочисленными сборками над очельем. Архангельский кокошник имел жёсткую овальную форму с обильным декором наверху и очельем, выступающим вперёд и не имевшим дополнительных украшений. В Новгородской и Тверской губернии он был шлемовидной формы. «Форма кокошников в разных регионах довольно разнообразна, как правило, она была обусловлена особенностями традиции укладывания волос, собранных в жгут или в две косы: вокруг головы, надо лбом, на затылке, на висках и так далее. Дополнениями и украшениями служили разного рода лопасти, обнизи, позатыльники и другие детали, значительно различающиеся в разных регионах России, однако все они крепились на твёрдую основу — кокошник».
По конструкции выделялись четыре вида кокошников:
1. Однорогий кокошник. Обычно имели бисерную или жемчужную поднизь-сетку, которая прикреплялась к очелью и закрывала лоб почти до бровей. Были распространены в центральных губерниях Европейской России — Владимирской, Костромской, Нижегородской, Московской, Ярославской, — а также в губерниях, примыкающих к ним: Вологодской, Казанской, Симбирской, Пермской, Вятской.
  1. Двурогий кокошник — кокошник, мягкий сзади с высоким твeрдым очельем в форме равнобедренного треугольника или полумесяца с опущенными вниз к плечам острыми или слегка закруглёнными концами. Размах очелья мог достигать порой 60 см[11].
  2. кокошник, сшитый в виде конуса с удлинённой передней частью. Украшались золотошвейной вышивкой или твёрдыми «шишками», сплошь унизанными жемчугом, располагавшимися по очелью. Шишки, согласно архаическим поверьям, олицетворяли культ плодородия[4].
  3. кокошник в виде шапочек с высоким очельем и плоским округлым верхом, украшенными золотошвейной вышивкой.
2. В виде цилиндрической шапки с плоским дном. Имели небольшие лопасти, прикрывавшие уши, позатыльник — полосу ткани на твердой основе, пришитую сзади, и поднизь — жемчужную или бисерную сетку, спускавшуюся на лоб до бровей или слегка приподнимавшуюся над ним. Платок закалывался под подбородком или, перекрещиваясь под ним, завязывался сзади на шее. Были распространены в северо-западных губерниях России: Олонецкой, Тверской, Новгородской. Кокошники первого и второго типа, привезённые переселенцами, были известны и в Сибири.
  1. Однодворческий кокошник, получивший своё название по месту бытования у однодворцев Орловской, Тамбовской, Воронежской, Курской, Пензенской губерний, был близок к этому типу. Не имел пришивных лопастей, позатыльника и поднизи; изготавливался обычно из позумента, надевался на кичку. Его носили с налобником в виде узкой орнаментированной полоски ткани, завязывавшейся вокруг головы, позатыльником, закреплявшимся на шнурках на затылке. Вокруг кокошника, по его очелью, повязывался сложенный лентой платок, концы которого спускались на спину или закреплялись на темени, перекрещиваясь на затылке.
3. С плоским овальным верхом, выступом над лбом, лопастями над ушами и пришитым сзади твёрдым прямоугольным позатыльником. Был распространён в Каргопольском уезде Олонецкой губернии, на северо-востоке Новгородской.
4. Двухгребенчатый, или седлообразный «шеломок» — с высоким округлым околышем и верхом в форме седла с немного поднятой передней частью и более высоким задним гребнем. Надевался обычно с налобником — узкой полоской орнаментированной ткани, завязывавшейся вокруг головы, позатыльником — прямоугольным куском ткани на твёрдой основе, а также платком, сложенным в виде полосы и укладывавшимся по очелью. Концы платка спускались на спину или, перекрещиваясь на затылке, затыкались с боков. Были распространены в Курской губернии, западных уездах Орловской губернии и в русских селах Харьковской губернии.

«Древнейшим типом нужно признать тот, где прямой гребень сидит поперёк головы, от уха до уха».
- Иван Аргунов. «Портрет крестьянки», 1784
- Петр Дрождин. «Портрет купчихи в кокошнике», 1796
- Виктор Васнецов. «Портрет В. С. Мамонтовой» в однорогом кокошнике, 1884
- Абрам Клюквин. «Женщина в торопецком жемчужном кокошнике и платке», начало XIX века?
- Алексей Венецианов. «Портрет жены художника Марфы Афанасьевны Венециановой» в кокошнике в виде цилиндрической шапки с плоским дном с платком, 1828

## Традиции ношения
Кокошник плотно охватывал голову, закрывая волосы, заплетённые в две косы и уложенные венком или пучком. «В художественном строе русского национального костюма кокошник играл значительную роль, венчая собой монументальные формы праздничного женского костюма, акцентируя лицо, подчёркивая торжественность тех ситуаций, при которых надевали богато украшенные кокошники».
Изготавливался на заказ профессиональными мастерицами — «кокошницами», владевшими навыками шитья жемчугом, бисером, золотой нитью и умением обращаться с фабричными тканями. Цена некоторых изделий доходила до 300 рублей ассигнациями, поэтому кокошники тщательно хранили в семье и передавали по наследству.
Обычно кокошник надевали по праздникам, а в будни ограничиваясь ношением повойника. В отличие от кички и сороки, которые носились только замужними женщинами, кокошник мог носиться в том числе и незамужними (хотя некоторые этнографы оспаривают это утверждение). Кирсанова указывает, что «кокошником» со временем стали называть традиционный головной убор с высоким очельем и покрывалом, даже если его носила незамужняя девица.
Известен со времён Древней Руси, хотя точное время его возникновения неизвестно. Подобия кокошника — твёрдые головные уборы, низко сидящие на лбу и закрывающие голову полностью до ушей — встречаются уже в погребениях Новгорода, относящихся к X—XII веку. Само название «кокошник» впервые встречается в документах XVI века. В Новое время вплоть до 1920-х сохранялся как часть традиционного обрядного убора невесты (девичья причёска торжественно заменялась кокошником или кикой). Жемчужный кокошник молодая надевала на свадьбу после венчания, носила его до появления первого ребёнка, а затем — только по праздникам и особо торжественным случаям. Небогатым семьям приходилось заказывать кокошник бисерный, но появиться в таком, скажем, в день свадьбы считалось зазорным и приходилось на время торжества занимать у соседей «жемчужный». В старину девицы молились о своём замужестве в день Покрова такими словами: «Покров Пресвятая Богородица, покрой мою буйную голову жемчужным кокошничком, золотым подзатыльничком!». В некоторых местностях кокошник носили только новобрачные в течение трёх дней после свадьбы — это было характерно для тех местностей, где кокошники уже исчезали, заменяясь простыми платками или же городскими шляпками.
В XIX веке бытовал в купеческой, мещанской и крестьянской среде, а в допетровской Руси — и в боярской. В XIX веке распространился с севера России на юг, вытеснив сороку. В конце XIX века во многих губерниях России кокошники как праздничный головной убор стали исчезать, заменяясь головными уборами другого типа: сборниками, повойниками, наколками и так далее.

### Кокошник в «высшем обществе»
Изгнанный из высших слоёв общества при Петре Великом, который запретил его носить боярышням указом, кокошник был возвращён в женский придворный костюм Екатериной II, воскресившей моду à la russe в понимании XVIII века и вернувшей его в маскарадный костюм. Наполеоновские войны, вызвавшие всплеск патриотизма, вернули интерес к национальному костюму (ср. возвращение моды на мантилью в Испании). В 1812—1814 годах в моду вошли красные и синие русские «сарафаны» с ампирной талией и филигранными пуговицами впереди. Так одевались и русские императрицы.
В 1834 году Николай I издал указ, вводивший новое придворное платье, дополненное кокошником. Оно состояло из узкого открытого корсажа с длинными рукавами «а-ля бояр» и длинной юбки с шлейфом. Кокошники в сочетании с придворным декольтированным платьем оставались в гардеробе фрейлин до революции 1917 года. (Впрочем, форма придворных кокошников уже достаточно далека от крестьянских прототипов, став ближе к головным уборам итальянского Возрождения или арселе). Во второй половине XIX века также появились бриллиантовые тиары-кокошники («тиары в русском стиле»), которые носились при дворе и подражали традиционным формам.

Де Кюстин в 1839 году удивлялся: «Национальный наряд русских придворных дам импозантен и вместе с тем старомоден. Они носят на голове какое-то сооружение из дорогой материи. Это головное украшение напоминает мужскую шляпу, сверху несколько укороченную и без донышка, так что верхняя часть головы остаётся открытой. Диадема, вышиной в несколько дюймов, украшенная драгоценными камнями, приятно обрамляет лицо, совершенно его не закрывая. Она представляет собой старинный головной убор, придаёт женскому облику оттенок благородства и оригинальности, очень идёт к красивым лицам и ещё более уродует некрасивые. К сожалению, последние весьма часто встречаются при русском дворе».

Во второй половине XIX века взлёт стиля историзм вылился, в частности, в коллекционирование русской старины и вызвал всплеск интереса к русскому костюму. В царствование Александра II и Александра III создавалось множество произведений в русском и неорусском стиле, кроме того, пышные театрализованные постановки на тему русской истории демонстрировали роскошь костюма. Пиком этой моды стал Костюмированный бал 1903 года в Зимнем дворце, гости которого были одеты по моде XVII века, в частности, в «часто утрированные в „оперном“ стиле русские кокошники».
- Неизвестный художник с оригинала Стефано Торелли. «Екатерина II в русском костюме». Конец XVIII в. ГИМ, Москва.
(Немка по рождению, императрица Екатерина Великая искренне любила и уважала русское, всегда подчёркивала свою связь с новой родиной и воплощала это в своей государственной политике. Её русский наряд с кошником и сарафаном на портрете — это маскарадный костюм.)
- А. Малюков. «Портрет императрицы Александры Фёдоровны». 1836. Эрмитаж, Санкт-Петербург.
(Мотивы кокошника только используются, сам же он в данном случае превратился в фантазийную конструкцию с огромными драгоценными камнями.)
- Пимен Орлов. «Портрет неизвестной в придворном русском платье». Около 1835. Эрмитаж, Санкт-Петербург.
(Кокошник, отделанный жемчугом и драгоценными камнями, — один из узнаваемых символов русского традиционного костюма.)
- Иван Крамской. «Портрет императрицы Марии Фёдоровны». 1881. Эрмитаж, Санкт-Петербург.
(На голове императрицы бриллиантовая тиара, напоминающая русский кокошник)
- Пимен Орлов. «Портрет Софьи Васильевны Орловой-Денисовой (копия)». 1835. Эрмитаж, Санкт-Петербург.
(Образец форменного платья придворных фрейлин, созданного под влиянием русского костюма. Девушкам был положен головной убор в виде «кокошника» с фатой и распашное платье с длинными рукавами «а-ля бояр».)
- К. Е. Маковский. «Портрет З. Н. Юсуповой в русском костюме». Около 1895.
- Франсуа Жозеф Кинсон. «Портрет Софьи Петровны Свечиной», фрейлины императрицы Марии Фёдоровны, 1816
- Княгиня О. К. Орлова на костюмированном балу знатных особ в Зимнем дворце 1903 года. (Кокошник как символ русского народного костюма оказался очень привлекательным за счёт удачного сочетания богатого великолепия и простоты. Именно это заставляет обращаться к нему вновь и вновь, придавая этому головному убору новые и неожиданные формы.)

## Влияние на мировую моду
Историк моды Александр Васильев указывает, что в «русском» течении мировой моды между двумя мировыми войнами самым популярным элементом народного костюма оказался именно кокошник, который «в 1919—1929 годах входил в арсенал модниц всего мира». Многие участницы Костюмированного бала 1903 года оказались в эмиграции и, чтобы найти средства для пропитания, основывали дома моды, где использовали опыт русского костюма. В этот период на Западе утверждается форма кокошника-венца как свадебного убора — в подобном венце выходила замуж даже будущая английская королева Мария Текская. Вольно переосмысленный кокошник становится элементом повседневной одежды. Жанна Ланвен делает коллекцию «русских» шляп, парижский дом «Огюст Боназ» в начале 1920-х выпускает пластмассовые кокошники.
Карл Лагерфельд в своей коллекции Paris-Moscou (2008/9) создал исключительно фантазийные образцы кокошников.

## В культуре
- В современной культуре кокошник является обязательным атрибутом новогоднего костюма Снегурочки.
- Один из костюмов королевы Амидалы («Звёздные войны. Эпизод II. Атака клонов») — золотой дорожный костюм (Gold Travel Costume) — основан на русском народном костюме с кокошником[18], известном на Западе, в частности, по снимкам с Костюмированного бала 1903 года.
- Кокошники снова стали популярны в России в XXI веке благодаря энтузиастам-реконструкторам[19].
- В 2021 году певица Манижа выпустила сингл Russian Woman. На обложке певица представлена в реплике кокошника Владимирской губернии XIX века — реконструкция Юханна Никадимуса. В нём же певица вышла на красную дорожку в день открытия конкурса Евровидение[20].